# Грант (округ Кларк, Вісконсин)
Грант (англ. Grant) — місто (англ. town) в США, в окрузі Кларк штату Вісконсин. Населення — 858 осіб (2020).

## Демографія
Згідно з переписом 2010 року, у місті мешкало 916 осіб у 328 домогосподарствах у складі 250 родин. Було 377 помешкань
Расовий склад населення:
| - 97,8 % — білих - 0,3 % — чорних або афроамериканців - 0,2 % — корінних американців - 0,1 % — азіатів |

До двох чи більше рас належало 1,2 %. Частка іспаномовних становила 2,9 % від усіх жителів.
За віковим діапазоном населення розподілялося таким чином: 28,1 % — особи молодші 18 років, 59,0 % — особи у віці 18—64 років, 12,9 % — особи у віці 65 років та старші. Медіана віку мешканця становила 38,6 року. На 100 осіб жіночої статі у місті припадало 104,5 чоловіків;  на 100 жінок у віці від 18 років та старших — 107,2 чоловіків також старших 18 років.
Середній дохід на одне домашнє господарство  становив 66 508 доларів США (медіана — 53 333), а середній дохід на одну сім'ю — 77 344 долари (медіана — 63 295). Медіана доходів становила 41 447 доларів для чоловіків та 28 472 долари для жінок. За межею бідності перебувало 16,9 % осіб, у тому числі 31,2 % дітей у віці до 18 років та 7,1 % осіб у віці 65 років та старших.
Цивільне працевлаштоване населення становило 490 осіб. Основні галузі зайнятості: виробництво — 24,1 %, освіта, охорона здоров'я та соціальна допомога — 20,6 %, сільське господарство, лісництво, риболовля — 15,9 %.